# Marcos Nobre
Marcos Severino Nobre (13 de abril de 1965) é um filósofo e cientista social brasileiro que atua na área de teoria crítica e pensamento ético-político. É Professor Livre-Docente do Instituto de Filosofia e Ciências Humanas da Universidade Estadual de Campinas (IFCH-Unicamp), pesquisador e diretor do Centro Brasileiro de Análise e Planejamento (CEBRAP). É autor de muitos livros, entre eles Dialética negativa (1998), Teoria crítica (2004) e Como nasce o novo? (2018), este último fazendo uma introdução à Fenomenologia do Espírito de Hegel.
Graduado em Ciências Sociais pela Universidade de São Paulo (USP), realizou mestrado e doutorado em Filosofia pela mesma instituição. É colunista semanal do jornal Folha de S. Paulo desde 2007, escrevendo sobre discussão e sistema político. Em Como nasce o novo?, Nobre discute semelhanças entre o início do século XIX — marcado pelas invasões napoleônicas na Alemanha enquanto Hegel escrevia a Fenomenologia do Espírito — e o contexto do Brasil pós-2013, entendendo dois momentos em que um mundo antigo é deixado para trás.
Em 2022 publicou o livro Limites da democracia: de junho de 2013 ao governo Bolsonaro, um ensaio que reflete a política brasileira desde as Jornadas de Junho de 2013 até a ascensão do governo Jair Bolsonaro e de governos da extrema-direita em outros países, como nos Estados Unidos e Hungria. O livro foi vencedor do Prêmio Jabuti de 2023 na área de Ciências Sociais.

## Obras
- Marcos Nobre: A dialética negativa de Theodor W. Adorno. A ontologia do estado falso. São Paulo: Iluminuras, 1998. ISBN 85-7321-077-X
- —— & José Márcio Rego (eds.): Conversas com filósofos brasileiros. São Paulo: Editora 34, 2000. ISBN 85-7326-190-0
- ——: Lukács e os limites da reificação. um estudo sobre história e consciêncis de classe. São Paulo: Editora 34, 2001. ISBN 85-7326-219-2
- —— & Maurício de Carvalho Amazonas: desenvolvimento sustentável. A institucionalização de um conceito. Brasília: IBAMA, 2002. ISBN 85-7300-103-8
- Vera Schattan P Coelho & ——: participação e deliberação. Teoria democrática e experiências institucionais no Brasil contemporâneo. São Paulo: Editora 34, 2004. ISBN 85-7326-313-X
- —— A teoria crítica. Rio de Janeiro: Jorge Zahar, 2004. ISBN 85-7110-802-1
- —— & Ricardo Terra: ensinar filosofia uma conversa sobre aprender a aprender. Campinas: Papirus, 2007. ISBN 978-85-308-0837-2
- —— & Ricardo Ribeiro Terra: direito e democracia. Um guia de leitura de Habermas. São Paulo: Malheiros Editores, 2008. ISBN 978-85-7420-900-5
- ——— Curso livre de teoria crítica. Papirus, Campinas 2008, ISBN 978-85-308-0862-4
- —— & Luiz Repa: Habermas e a reconstrução. Sobre a categoria central da Teoria Crítica habermasiana. Campinas: Papirus, 2012. ISBN 978-85-308-0961-4
- ____ Choque de democracia: razões da revolta. São Paulo: Companhia das Letras, 2013.  ISBN 978-85-808-6738-1
- ____ Como nasce o novo. São Paulo: Editora Todavia, 2018. ISBN 978-85-938-2858-4
- ____ Imobilismo em Movimento: da abertura política ao governo Dilma. São Paulo: Companhia das Letras, 2018. ISBN 978-85-359-2334-6
- ____ Ponto-final: a guerra de Bolsonaro contra a democracia. São Paulo: Editora Todavia, 2020. ISBN 978-65-569-2026-9
- ____ Limites da democracia: de junho de 2013 ao governo Bolsonaro. São Paulo: Editora Todavia, 2022. ISBN 978-65-569-2298-0